# ミンスク (空母)
ミンスク（Минск）は、ソビエト海軍の航空母艦。ソ連での呼称は重航空巡洋艦。キエフ級航空母艦の2番艦。艦名は、ソ連構成共和国だった白ロシア共和国の首都で、現在はベラルーシの首都となっている同名の都市に由来する。
ウラジオストクのソ連海軍太平洋艦隊に配属され、たびたび対馬海峡などを航行する姿が報道されたため、当時の日本における「ソ連脅威論」の拠り所のひとつとなっていた。

## 艦歴

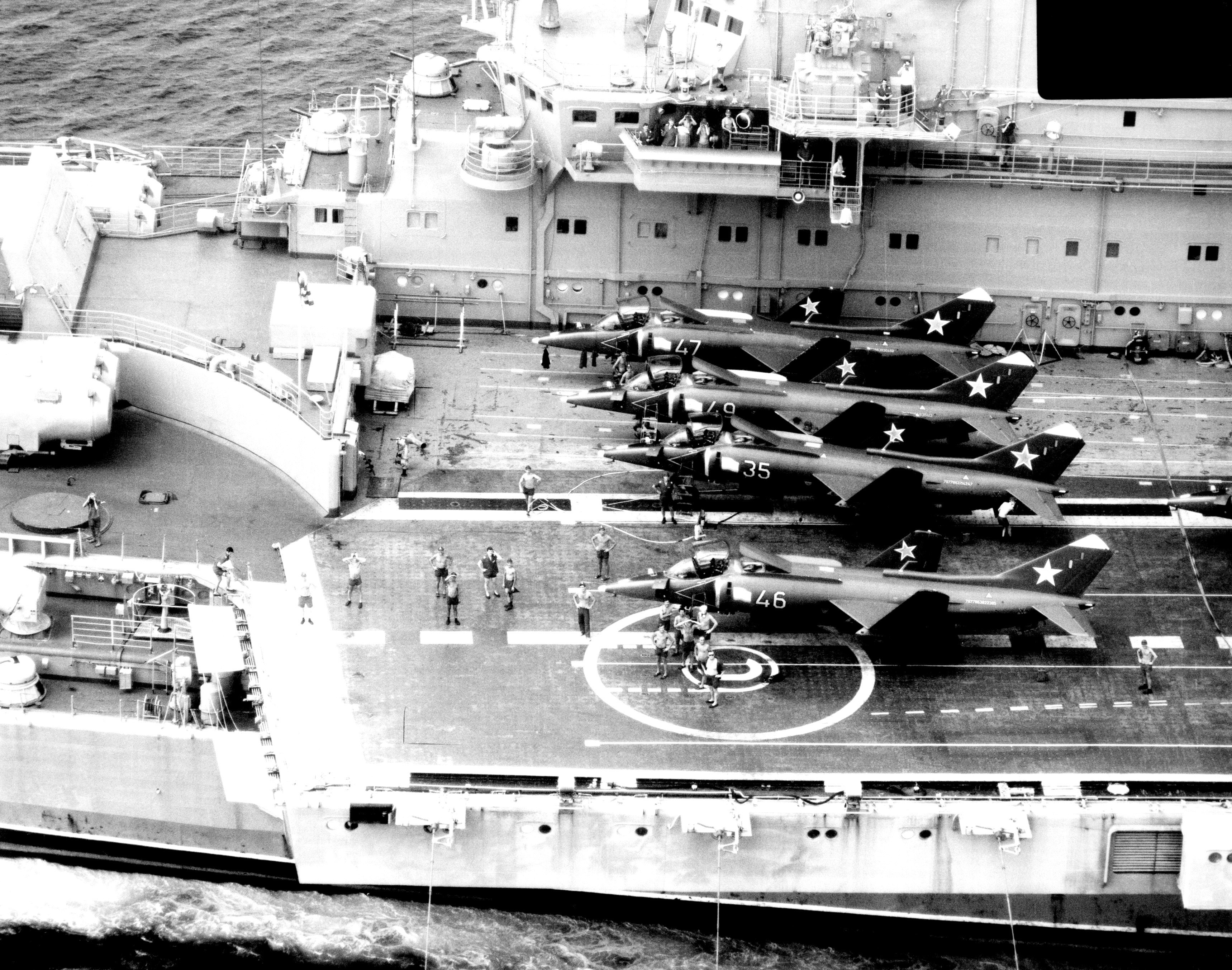
ミンスク艦上のYak-38 'Forger'

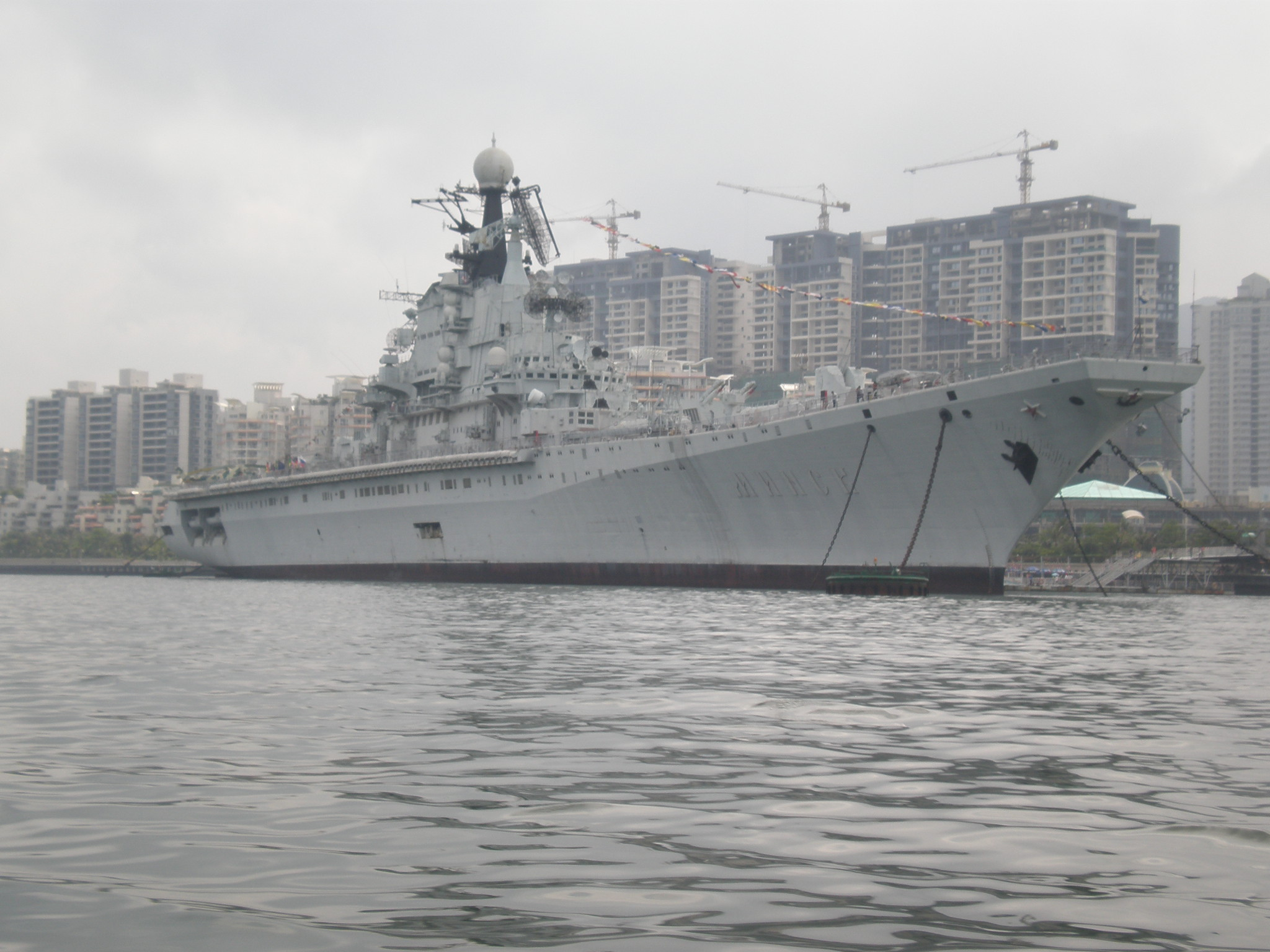
2008年、中国で停泊する空母ミンスク

1974年進水。1978年竣工、1989年機関事故を起こして行動不能となる。
1991年頃退役。その後長らくロシア沿海地方の港町ナホトカやソヴィエツカヤ・ガヴァニに係留されていた。
1995年に大韓民国の企業に鉄スクラップ材料として売却されたが、韓国がアジア通貨危機に陥った1997年に中華人民共和国の企業に転売され、広東省深圳（深圳）に係留して軍事テーマパークとして使われることになった。
1999年11月3日に火災で全焼。
2000年6月、深圳でミンスク・ワールド（中国語表記では「明思克航母世界」）の名でオープン。
2005年2月に運営会社の親会社が倒産した影響でミンスク・ワールドも閉鎖された。2006年、競売に掛けられ、別の企業に落札された。その後ミンスク･ワールドは営業を再開。空母の見学も可能であった。
2016年4月ミンスク・ワールドからミンスクが撤去されていることが現地にて確認された。ミンスクは舟山に曳航されて整備を受けたのち、新しい空母展示公園を建設する計画に従って南通市に回航された。2019年現在は現在中国江蘇省南通市の揚子江（蘇通長江公路大橋そばの空母公園予定地）に置かれている。中国語版Wikipediaの記述によれば、この公園は2017年の開園を予定していたが計画は遅延中である。
2024年8月、南通市で放置され、半ば水上廃墟と化していたミンスクで火災が発生。翌日には鎮火したものの艦橋の大部分が焼け落ちてしまった。再度テーマパークとするための解体・改装作業中の溶接が出火原因ではないかとされる
。

## 登場作品
『沈黙の艦隊』
沖縄沖海戦にて、ソ連太平洋艦隊の1艦として登場。原子力潜水艦「やまと」と戦闘を行う。
『エリア88』
アーケードゲーム機版並びにスーパーファミコン版に登場するボス敵。
『気分はもう戦争』
作：矢作俊彦、作画：大友克洋のコミック作品。「第8話 翼よ あの灯はどこだろう」。1980年代末にソ連対中国が開戦したという設定から、日米と密に連携を取りつつ日本の領海内を航行している描写がある。
『愛國戦隊大日本』
ソ連驚異論に対するパロディ作品。総監督・赤井孝美、特撮監督・庵野秀明、ダイコンフィルム制作。敵側幹部キャラとして「ミンスク仮面」が登場した。 　